# Opglabbeek
Opglabbeek là một đô thị ở tỉnh Limburg. Tại thời điểm ngày 1 tháng 1 năm 2006,  Opglabbeek có tổng dân số 9,607người. Tổng diện tích là 24,98 km² với mật độ dân số385 người trên mỗi km².